# Ines Pellegriniová
Ines Pellegriniová (* 7. listopadu 1954 Milán) je bývalá italská filmová herečka.
Narodila se v Miláně italskému otci a eritrejské matce, dětství prožila v Eritreji a do Itálie přišla v devatenácti letech. V roce 1973 debutovala ve filmové komedii Il brigadiere Pasquale Zagaria ama la mamma e la polizia. Pier Paolo Pasolini využil její exotický vzhled ve filmech Kytice z tisíce a jedné noci a Salò aneb 120 dnů Sodomy a srovnával její herectví se Silvanou Manganovou.
Hrála také ve filmech žánru giallo Gatti rossi in un labirinto di vetro, Scandalo in famiglia, Una bella governante di colore, La guerra dei robot nebo Le evase - Storie di sesso e di violenze a pózovala pro časopisy Playboy a Playmen. V roce 1985 natočila se Sergiem Corbuccim svůj poslední film Sono un fenomeno paranormale, pak se s manželem usadila v Los Angeles, kde se věnuje obchodování se starožitnostmi a dobročinné činnosti.